# Hayesville (Iowa)
Hayesville es una ciudad ubicada en el condado de Keokuk en el estado estadounidense de Iowa. En el Censo de 2010 tenía una población de 50 habitantes y una densidad poblacional de 76,3 personas por km².

## Geografía
Hayesville se encuentra ubicada en las coordenadas 41°15′53″N 92°14′52″O / 41.26472, -92.24778. Según la Oficina del Censo de los Estados Unidos, Hayesville tiene una superficie total de 0.66 km², de la cual 0.66 km² corresponden a tierra firme y (0%) 0 km² es agua.

## Demografía
Según el censo de 2010, había 50 personas residiendo en Hayesville. La densidad de población era de 76,3 hab./km². De los 50 habitantes, Hayesville estaba compuesto por el 100% blancos, el 0% eran afroamericanos, el 0% eran amerindios, el 0% eran asiáticos, el 0% eran isleños del Pacífico, el 0% eran de otras razas y el 0% pertenecían a dos o más razas. Del total de la población el 0% eran hispanos o latinos de cualquier raza.